# Mausoleum des Grafen Ernst zu Münster

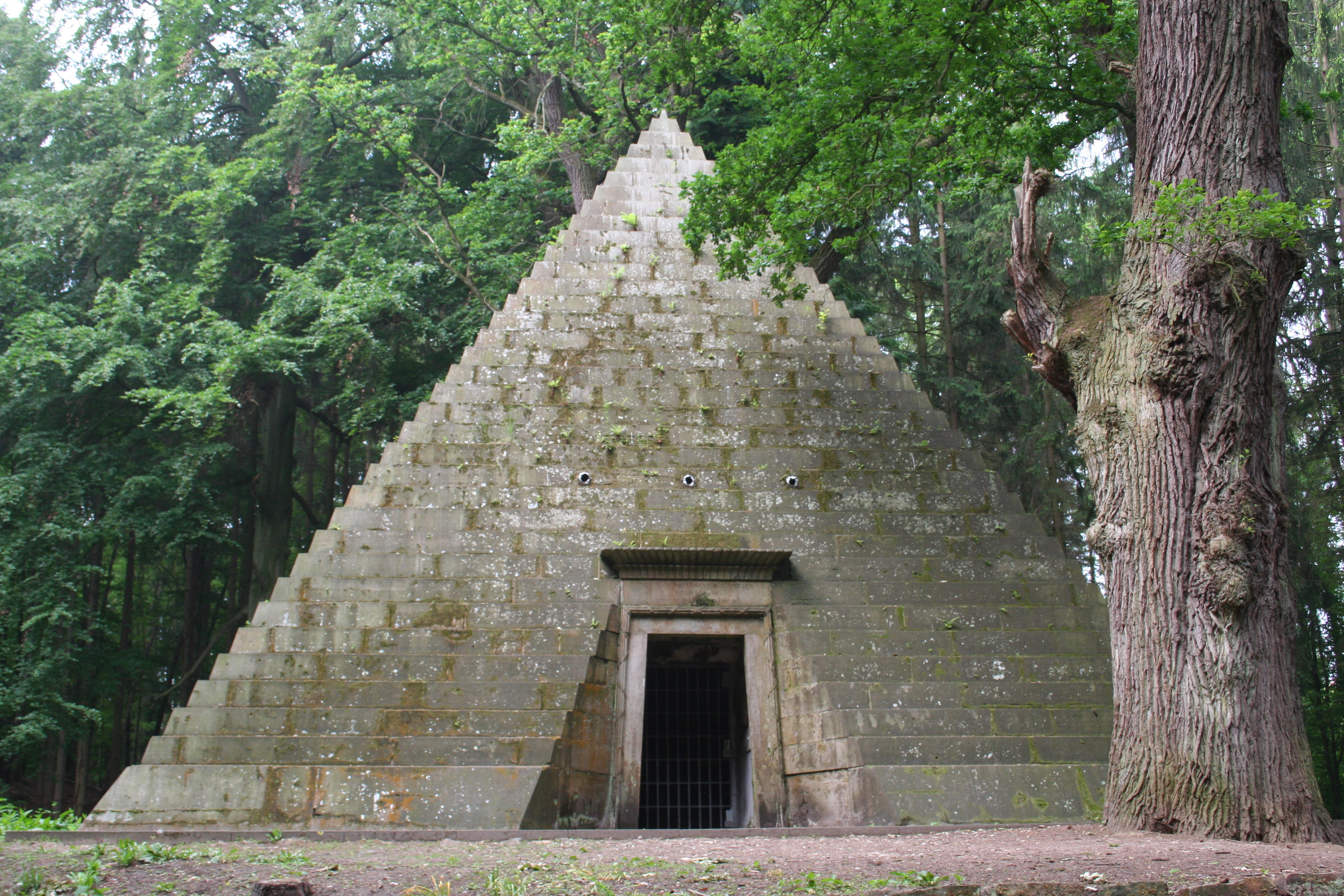
Mausoleum des Grafen Ernst zu Münster, 2007

Das Mausoleum des Grafen Ernst zu Münster ist ein denkmalgeschütztes Grabmal in Derneburg in Niedersachsen. Es wurde 1839 als fast 11 Meter hohe Pyramide vom Architekten Georg Ludwig Friedrich Laves errichtet. Den Auftrag zum Bau als Erbbegräbnis erteilte Graf Ernst zu Münster, der damalige Besitzer des säkularisierten Klosters Derneburg.

## Baubeschreibung

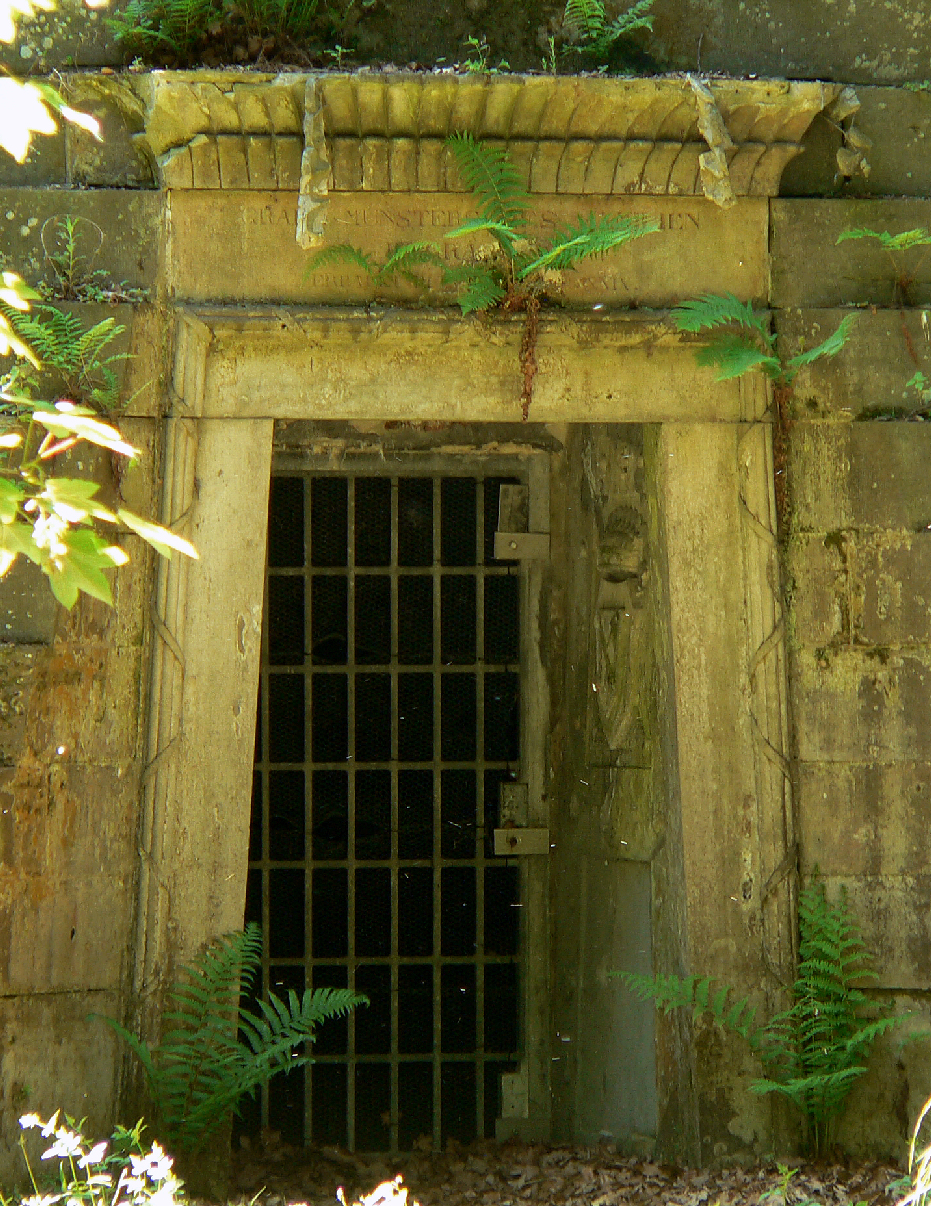
Eingangsportal

Das Mausoleum steht auf einem Sockel mit einer Grundfläche von 11,8 mal 11,71 Metern. Von der Steinlage auf dem Sockel steigen 34 jeweils 30 cm hohe Steinlagen zur 10,51 Meter hohen Spitze der Pyramide auf. Die Seitenflächen weisen einen Böschungswinkel von 61 Grad auf.
Es wurden 626 Sandsteinquader verbaut, die bis zu 2,5 Meter lang, 30 cm hoch und 40 cm tief sind. Das verwendete Steinmaterial ist ein lokaler, feinkörniger und beigefarbener Rhätsandstein, der aus einem nahe gelegenen Steinbruch stammen könnte. Durch die Abtreppung der Seitenwände wirken sie unscharf, was der pyramidentypischen Geometrie entgegenläuft.
Der Eingang ist in ägyptischer Manier als Tempelportal angelegt und mit geböschtem Gewände in den Pyramidenkörper eingeschnitten. Über dem Eingang befindet sich die Bauinschrift „Grafl. Münstersches Familien / Begräbnis / erbauet im Jahre MDCCCXXXIX“. Ursprünglich war das Grabmal mit einer mehrere hundert Kilo schweren Tür aus Sandstein verschlossen. Ein Fragment davon befindet sich noch im Zugangsbereich. Heute ist die Tür durch Vergitterungen verschlossen. Baukundliche Untersuchungen an der Außenhülle der Pyramide ergaben, dass sie ursprünglich rot und die Sandsteintür gelb angestrichen war.
Der 5,75 Meter hohe Innenraum hat die Ausmaße von 7,33 × 6,18 Meter. Im Inneren besteht das Bauwerk aus einem gemauerten Gewölbe mit einem Mörtelüberzug, der ursprünglich dunkelblau eingefärbt war. In der Pyramide stehen neun Sarkophage. Darin sind der Graf Ernst zu Münster, seine Ehefrau Wilhelmine Charlotte Prinzessin zu Schaumburg-Lippe (1783–1858) und die Töchter des Ehepaars bestattet.

### Friedhof
Das Areal um die Pyramide entwickelte sich im Laufe der Zeit durch Bestattungen zu einem kleinen Familienfriedhof, der mit einer Friedhofsmauer umgeben wurde. Zu den Gräbern zählt das des 1902 verstorbenen Fürsten Georg zu Münster, der Sohn des Pyramidenerbauers. Für das aufwendig aus Wesersandstein gearbeitete Grab des 1922 verstorbenen Fürsten Alexander zu Münster wurde wahrscheinlich das Friedhofsareal durch Versetzung der Friedhofsmauer erweitert. Auf dem Grabmal seiner Ehefrau Lady Muriel Hay (1863–1927) befindet sich das keltische Hochkreuz, was auf ihre Herkunft aus Schottland hinweist.

## Geschichte

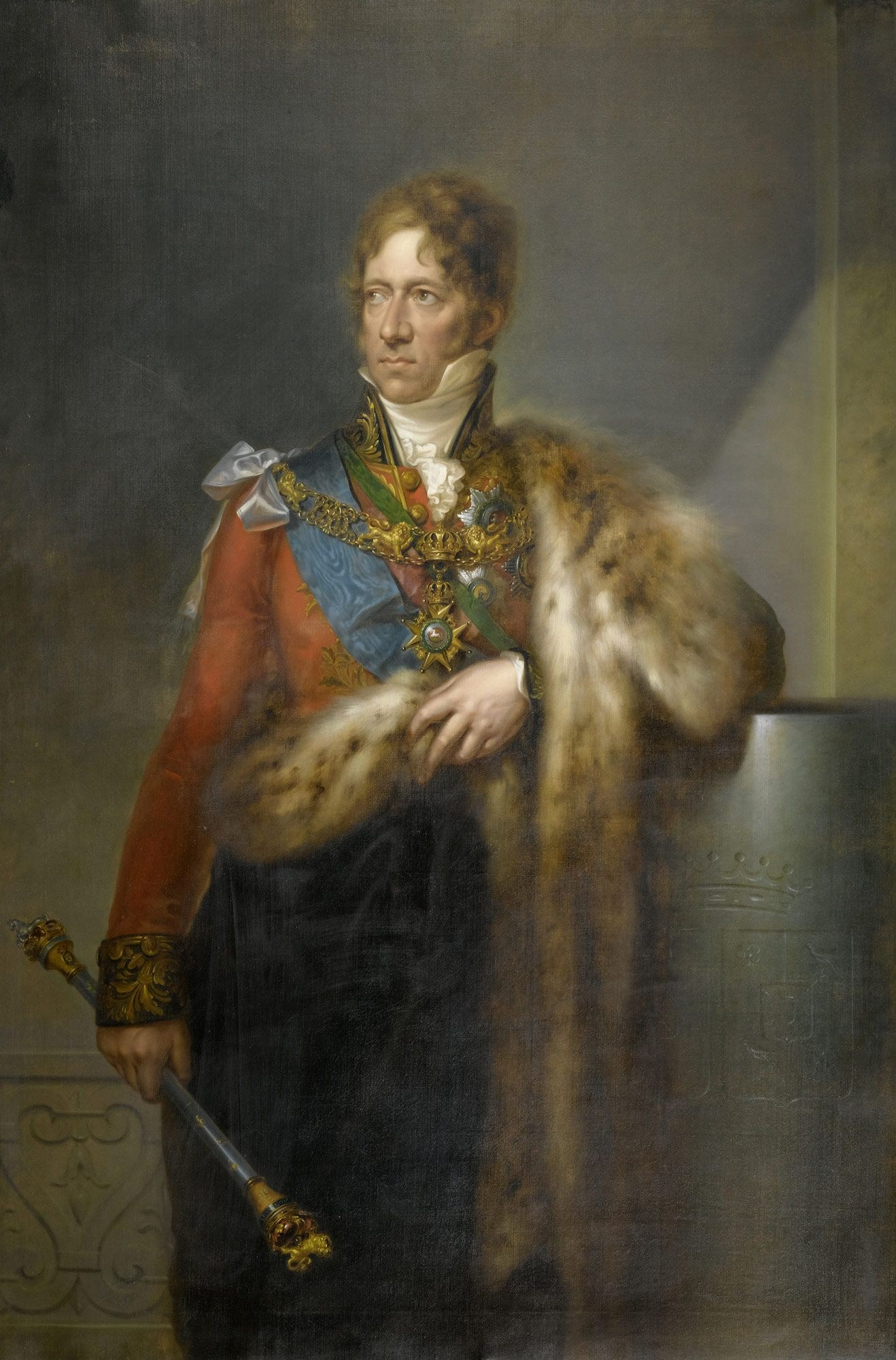
Der Erbauer Graf Ernst zu Münster

1839 beauftragte Graf Ernst zu Münster den Architekten Georg Ludwig Friedrich Laves mit der Planung eines Mausoleums. Es wird angenommen, dass der Graf bereits von Anfang an eine Grabpyramide wollte, was anhand seiner Biografie nachvollziehbar ist. Er bereiste in den Jahren von 1793 bis 1798 Italien. Ein Schwerpunkt seiner Reisen war die Beschäftigung mit der antiken Begräbniskultur. Laut seinen Reiseberichten und Briefen suchte er zahlreiche Gräber und Grabanlagen auf, darunter auch am 22. März 1794 die antike, 36 Meter hohe Cestius-Pyramide in Rom. Sie stellt ein wichtiges Vorbild der Derneburger Pyramide dar.
Da die Grabpyramide beim Tod von Graf Ernst zu Münster am 20. Mai 1839 noch nicht fertiggestellt war, sind seine sterblichen Reste bis zur Bestattung am 19. Mai 1840 in einem Gewölbe des früheren Derneburger Klosters aufbewahrt worden. Laut einer 1845 erstellten Bilanz über die baulichen Ausgaben in Derneburg kostete das Begräbnis 2048 Taler. Dies war eine beträchtliche Summe, da das Landgut Derneburg Überlieferungen aus dem Jahr 1814 zufolge ein jährliches Einkommen von 6000 Talern hatte.

## Denkmalbedeutung und -zustand

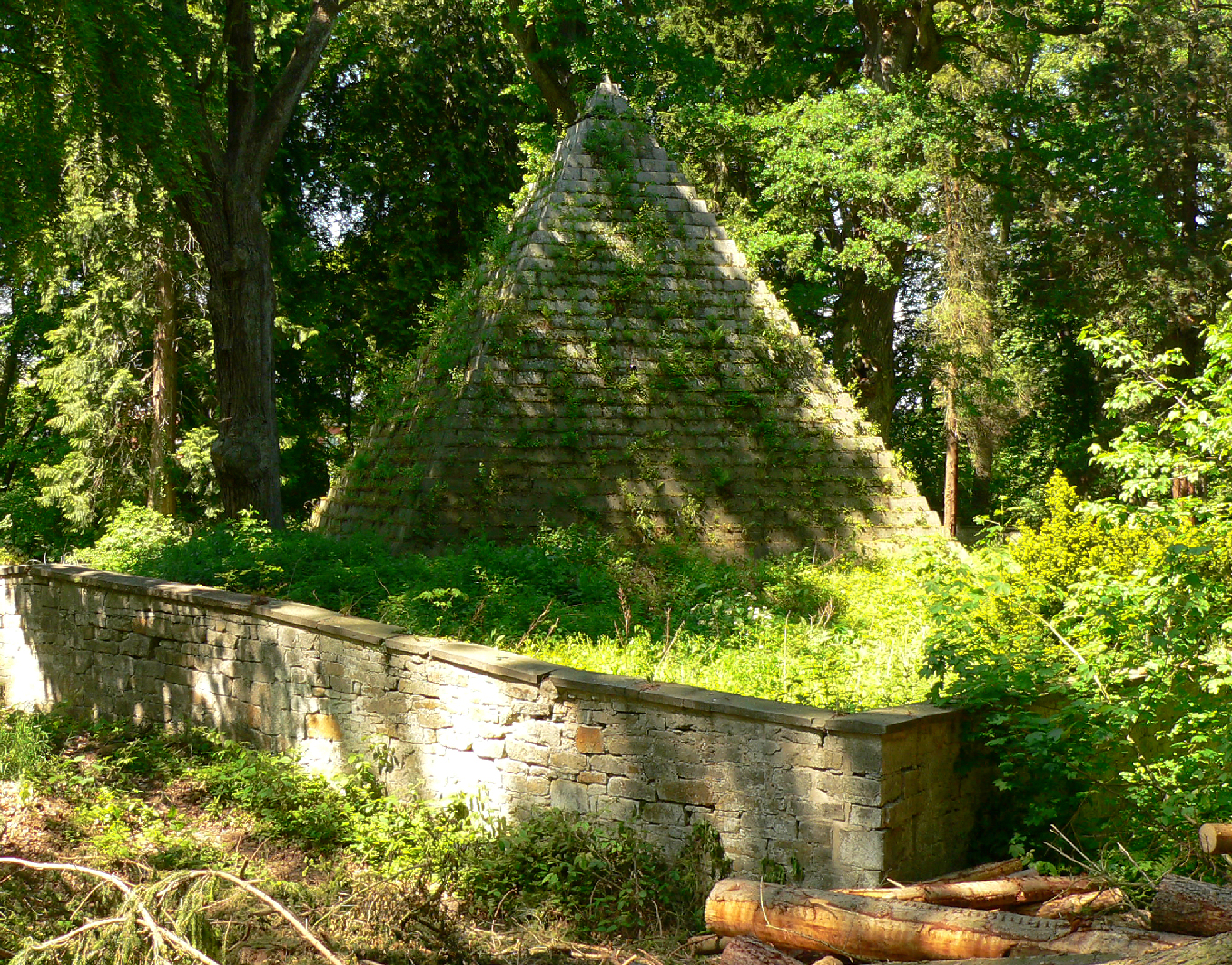
Die überwucherte Mausoleumsanlage, 2020

Das Niedersächsische Landesamt für Denkmalpflege hält das Grabmal für ein Denkmal von landesweiter Bedeutung. Diese Bewertung berücksichtigt die am Bau beteiligten Personen, wie der für das Königreich Hannover bedeutsame Graf Ernst zu Münster und der königlich hannoversche Hofbaumeister Laves. Das Grabmal sei bau- und kunstgeschichtlich herausragend, weil es ein ägyptisierendes Pyramidenmotiv darstellt. Dieses Motiv kam ab der zweiten Hälfte des 18. Jahrhunderts in der Grabkultur des mitteleuropäischen Adels in Mode. Eine ähnliche Grabpyramide ist das 1776 von Graf Wilhelm zu Schaumburg Lippe errichtete Familienmausoleum auf Jagdschloss Baum. Er war der Großvater von Ernst zu Münsters Gattin Wilhelmine. Eine weitere Grabpyramide ist die ebenfalls von Laves auf Schloss Hämelschenburg errichtete Anlage, die 1855 entstanden ist.
Die letzte umfänglicheren Instandsetzungsmaßnahme der Grabpyramide erfolgt 1985. Heute (2020) bedarf sie ebenso wie die umgebende Friedhofsanlage einer dringenden Instandsetzung. Im Jahr 2017 entstand eine Machbarkeitsstudie zu den notwendigen Restaurierungsmaßnahmen, für die kein Träger vorhanden ist. Obwohl eine Instandsetzung aus ökonomischer Sicht wegen der fehlenden Nutzung unwirtschaftlich ist, besteht ein hohes öffentliches Interesse am Erhalt des Kulturdenkmals.